# Бонет, Хосе Море
Хосе Море Бонет (исп. José Moré Bonet), также известный как Пепе Море (исп. Pepe Moré; 29 января 1953, Барселона, Испания) — испанский футболист и футбольный тренер.

## Футбольная карьера
Воспитанник «Барселоны», но за основной состав так и не сыграл ни матча. В 1971 году дебютировал за «Барселону B». После пяти лет в Каталонии перебрался в клуб «Реал Вальядолид».
В новом клубе он сразу получил место в стартовом составе, сыграв 29 матчей и отличившись 4 раза. В 1984 году помог команде выиграть для клуба первый в истории кубок — Кубок лиги. Свою карьеру завершил в 1988 году в возрасте 35 лет, сыграв за «Реал Вальядолид» 387 матчей и забив 53 мяча.

## Тренерская карьера
Море начал тренерскую деятельность сразу после завершения карьеры. Первым клубом для него стал «Реал Вальядолид B». Но уже на следующем год он был назначен временным тренером основного состава. Также был ассистентом у некоторых тренеров. В 2001 году был назначен тренером «Реал Вальядолид» и отработал два года.
В последние годы Море работал в таких клубах, как «Тенерифе», «Кастельон», где он проработал три года до увольнения.

## Личная жизнь
Сын Море, Хавьер, также был футболистом. Играл в «Вальядолиде», где работал его отец.

## Достижение
«Реал Вальядолид»
- Обладатель Кубка испанской лиги: 1984